# Ruellia harveyana
Ruellia harveyana är en akantusväxtart som beskrevs av Otto Stapf. Ruellia harveyana ingår i släktet Ruellia och familjen akantusväxter. Inga underarter finns listade i Catalogue of Life.